# Сысолетин, Михаил Иванович
Михаил Иванович Сысолетин (21.01.1918, Пермский край — 18.10.1943, Кировоградская область) — механик-водитель танка Т-34 разведывательного отряда штаба 18-го танкового корпуса, старший сержант. Герой Советского Союза.

## Биография
Родился 21 января 1918 года в деревне Аникина ныне Кудымкарского района Пермского края в крестьянской семье. В 1931 году окончил 7 классов сельской школы в селе Дёмино. Работал в колхозе, на стройках.
В августе 1938 года призван в Красную Армию. Участник Великой Отечественной войны с 1941 года. Воевал на Волховском и Степном фронтах. Член ВКП(б) с 1943 года. К осени 1943 года старший сержант Сысолетин — механик-водитель танка Т-34 разведывательного отряда штаба 18-го танкового корпуса. Отличился в боях за освобождение Украины, в наступлении на криворожском направлении.
18 октября 1943 года в ожесточённом бою за село Зелёное экипаж лейтенанта Дунаева, в составе которого был старший сержант Сысолетин, первым ворвался в населённый пункт. Танк был повреждён и загорелся. Экипаж не покинул боевую машину, а направил объятый пламенем танк на позиции врага. Танкисты продолжали сражаться до тех пор, пока танк не взорвался. Были уничтожены вражеский танк, 15 транспортных машин, 146 солдат и офицеров противника.
Указом Президиума Верховного Совета СССР от 10 марта 1944 года за образцовое выполнение боевых заданий командования и проявленные при этом мужество и героизм старшему сержанту Сысолетину Михаилу Ивановичу присвоено звание Героя Советского Союза.
Этим же Указом высокие звания были присвоены командиру танка лейтенанту Дунаеву, стрелку-радисту старшему сержанту Бессонову и командиру башни танка младшему сержанту Леонову. Похоронен в братской могиле вместе с экипажем на месте боя в селе Зелёное Петровского района Кировоградской области.
Награждён орденом Ленина.

## Память
- Его именем названы улица в городе Кудымкар
- Дёминская средняя школа Кудымкарского района.
- В деревне Дёмино, в честь Героя, установлена мемориальная доска.